# کورمار گرد
کورمار گرد (نام علمی: Ramphotyphlops pinguis) نام یک گونه از سرده کورماران دم‌دراز است.